# Кончита Баутиста
Кончита Баутиста (шп. Conchita Bautista; 27. октобар 1936) је шпанска певачица и глумица, која је представљала Шпанију на Песми Евровизије 1961. и 1965. године.

## Биографија
Кончита Баутиста је рођена у Севиљи 27. октобра 1936. године као María Concepción Bautista Fernández. У тинејџерским годинама се из Андалузије сели у Мадрид, у којем је врло брзо постала популарна као глумица. Такође, ускоро је потписала уговор са издавачком кућом Columbia и постала је позната као певачица андалузијске музике.
1961. године је учествовала на шпанском националном избору за Песму Евровизије на којем је и победила. Са песмом "Estando contigo" је представњала Шпанију на Песми Евровизије 1961. у Кану, у Француској. Тиме је постала прва представница Шпаније на Песми Евровизије. Остварила је девето место од 16 песама са 8 освојених бодова. 1965. године поново побеђује на националном избору. Тада иде на Песму Евровизије 1965. у Напуљ, у Италију са песмом "Qué bueno, qué bueno". Тада је остварила знатно лошији резултат. Заједно са Финском, Немачком и Белгијом је била задња без иједног освојеног бода.
У каснијим годинама, имала је велике турнеје по Јужној Америци, Италији, Грчкој и Турској, као и у Шпанији. Такође је била водитељица неколико емисија.

## Лични живот
Имала је ћерку Марију која је 1975. године умрла од тумора на мозгу.

## Филмографија
- A mí las mujeres ni fu ni fa (1971)
- La boda (1964)
- Escuela de seductoras (1962)
- La novia de Juan Lucero (1958)
- La venganza (1957)
- La reina mora (1954)